# Western von gestern/Episodenliste

## Episodenliste
Alle Episoden der Fernsehserie Western von gestern
| Nr. (ges.) | Nr. (St.) | Deutscher Titel                     | Originaltitel                                    | Erstveröffentlichung USA | Deutschsprachige Erstausstrahlung (D) | Hauptdarsteller                 |
| ---------- | --------- | ----------------------------------- | ------------------------------------------------ | ------------------------ | ------------------------------------- | ------------------------------- |
| 1 – 6      | 1         | Zorro reitet wieder                 | Zorro Rides Again                                | 20. Nov. 1937            | 5. Mai – 16. Juni 1978                | John Carroll                    |
| 7          | 1         | Billy the Kid lebt                  | Billy the Kid Returns                            | 4. Sep. 1938             | 23. Juni 1978                         | Roy Rogers                      |
| 8 u. 9     | 1         | Westwärts!                          | Westward Ho                                      | 19. Aug. 1935            | 5. Mai 1978                           | John Wayne                      |
| 10         | 1         | Feindschaft                         | The Painted Desert                               | 18. Jan. 1931            | 14. Juli 1978                         | Clark Gable                     |
| 11         | 1         | Freunde im Sattel                   | Pals of the Saddle                               | 28. Aug. 1938            | 21. Juli 1978                         | John Wayne                      |
| 12         | 1         | In den Rocky Mountains              | Beyond the Rockies                               | 13. Sep. 1932            | 28. Juli 1978                         | Tom Keene                       |
| 13         | 1         | Jesse James unter Verdacht          | Days of Jesse James                              | 20. Dez. 1939            | 4. Aug. 1978                          | Roy Rogers                      |
| 14–19      | 1         | Jesse James reitet wieder           | Jesse James Rides Again                          | 2. Aug. 1947             | 11. August – 15. September 1978       | Clayton Moore                   |
| 20         | 1         | Fuzzy und die dicken Kartoffeln     | The Fighting Vigilantes                          | 15. Nov. 1947            | 22. Sep. 1978                         | Lash La Rue                     |
| 21 u. 22   | 2         | Fuzzy und die bösen Buben           | Frontier Revenge                                 | 26. Dez. 1948            | 4. und 11. Mai 1979                   | Lash La Rue                     |
| 23         | 2         | Zorro, der tollkühne Caballero      | The Bold Caballero                               | 1. Dez. 1936             | 18. Mai 1979                          | Robert Livingston               |
| 24–29      | 2         | Der singende Pfeil                  | The Painted Stallion                             | 5. Juni 1937             | 25. Mai – 29. Juni 1979               | Ray Corrigan                    |
| 30         | 2         | Der Mann aus Kansas                 | The Kansan (Wagon Wheels)                        | 10. Sep. 1943            | 6. Juli 1979                          | Richard Dix                     |
| 31 u. 32   | 2         | Wie vom Winde verweht               | The Lonely Trail                                 | 25. Mai 1936             | 13. und 20. Juli 1979                 | John Wayne                      |
| 33         | 2         | Ein Cowboy in New York              | Wall Street Cowboy                               | 6. Aug. 1939             | 27. Juli 1979                         | Roy Rogers                      |
| 34         | 2         | Der Bandit von Wyoming              | Wyoming Outlaw                                   | 27. Juni 1939            | 3. Aug. 1979                          | John Wayne                      |
| 35 u. 36   | 2         | Der König vom Pecos                 | King of the Pecos                                | 9. März 1936             | 10. und 17. August 1979               | John Wayne                      |
| 37–42      | 3         | Zorros Legion reitet wieder         | Zorro’s Fighting Legion                          | 16. Dez. 1939            | 2. Mai – 6. Juni 1980                 | Reed Hadley                     |
| 43 u. 44   | 3         | Fuzzy und der Peitschenheini        | King of the Bullwhip                             | 20. Dez. 1950            | 13. und 20. Juni 1980                 | Lash La Rue                     |
| 45 u. 46   | 3         | Fracht für Missouri                 | The Iron Road                                    | 14. Mai 1943             | 27. Juni und 4. Juli 1980             | Richard Dix                     |
| 47 u. 48   | 3         | Der Jodeljunge vom Pinienwald       | Yodelin’ Kid from Pine Ridge                     | 14. Juni 1937            | 11. und 18. Juli 1980                 | Gene Autry                      |
| 49         | 3         | Flammende Grenze                    | The New Frontier                                 | 24. Okt. 1935            | 25. Juli 1980                         | John Wayne                      |
| 50 u. 51   | 3         | Damals in Caliente                  | In Old Caliente                                  | 19. Juni 1939            | 1. und 8. August 1980                 | Roy Rogers                      |
| 52         | 3         | Eldorado Serenade                   | Sunset in El Dorado                              | 29. Sep. 1945            | 15. Aug. 1980                         | Roy Rogers                      |
| 53         | 3         | Drei ohne Furcht und Tadel          | Gunsmoke Ranch                                   | 5. Mai 1937              | 22. Aug. 1980                         | Robert Livingston               |
| 54         | 3         | Pony Express                        | Frontier Pony Express                            | 12. Apr. 1939            | 29. Aug. 1980                         | Roy Rogers                      |
| 55 u. 56   | 3         | Fuzzy und die Christel von der Post | Oath of Vengeance                                | 9. Dez. 1944             | 5. und 12. September 1980             | Buster Crabbe                   |
| 57–60      | 4         | Zorros schwarze Peitsche            | Zorro’s Black Whip                               | 16. Nov. 1944            | 8.–29. Mai 1981                       | George J. Lewis, Linda Stirling |
| 61 u. 62   | 4         | Fuzzy und der große Manitou         | Outlaws of the Plains                            | 22. Sep. 1946            | 5. und 12. Juni 1981                  | Buster Crabbe                   |
| 63 u. 64   | 4         | Sein Freund, der Desperado          | Sagebrush Trail                                  | 15. Dez. 1933            | 19. und 26. Juni 1981                 | John Wayne                      |
| 65 u. 66   | 4         | Das Herz des goldenen Westens       | Heart of the Golden West                         | 16. Nov. 1942            | 3. und 10. Juli 1981                  | Roy Rogers                      |
| 67 u. 68   | 4         | Fuzzy und die liebestolle Oma       | Frontier Outlaws                                 | 4. März 1944             | 17. und 24. Juli 1981                 | Buster Crabbe                   |
| 69         | 4         | Gold in den Wolken                  | Overland Stage Raiders                           | 20. Sep. 1938            | 31. Juli 1981                         | John Wayne                      |
| 70 u. 71   | 4         | Das schwarze Gold                   | Git Along Little Dogies                          | 22. März 1937            | 7. und 14. August 1981                | Gene Autry                      |
| 72 u. 73   | 4         | Sturm über Texas                    | Southward, Ho!                                   | 19. März 1939            | 21. und 28. August 1981               | Roy Rogers                      |
| 74 u. 75   | 4         | Die Winde der Wildnis               | Winds of the Wasteland                           | 15. Juni 1936            | 18. und 25. September 1981            | John Wayne                      |
| 76–78      | 5         | Arizona Kid                         | The Arizona Kid                                  | 29. Sep. 1939            | 5.–19. Februar 1982                   | Roy Rogers                      |
| 79–81      | 5         | Fuzzy und die heiße Presse          | Fuzzy Settles Down                               | 25. Juni 1944            | 26. Februar – 12. März 1982           | Buster Crabbe                   |
| 82 u. 83   | 5         | Fuzzy und die wilde Kneipe          | Gangster’s Den                                   | 14. Juni 1944            | 26. März 1982                         | Buster Crabbe                   |
| 84         | 5         | Fuzzy und der doppelte Leutnant     | Law and Order                                    | 21. Aug. 1942            | 2. Apr. 1982                          | Buster Crabbe                   |
| 85 u. 86   | 5         | Fuzzy und die scharfen Sachen       | Valley of Vengeance                              | 5. Mai 1944              | 16. und 23. April 1982                | Buster Crabbe                   |
| 87         | 5         | Der große Milchkrieg von Colorado   | Colorado Sunset                                  | 31. Juli 1939            | 30. Apr. 1982                         | Gene Autry                      |
| 88 u. 89   | 5         | Reiter in der Nacht                 | The Night Riders                                 | 12. Apr. 1939            | 7. und 14. Mai 1982                   | John Wayne                      |
| 90         | 5         | Fuzzy und das Blutgeld              | Overland Riders                                  | 21. Aug. 1946            | 21. und 28. Mai 1982                  | Buster Crabbe                   |
| 91–96      | 5         | Zorros Erbe                         | Son of Zorro                                     | 18. Jan. 1947            | 28. Mai – 2. Juli 1982                | George Turner                   |
| 97 u.98    | 5         | Aufstand in Santa Fe                | Santa Fe Stampede                                | 8. Dez. 1938             | 9. und 16. Juli 1982                  | John Wayne                      |
| 99         | 5         | Bomben auf Texas                    | In Old Monterey                                  | 14. Aug. 1939            | 23. Juli 1982                         | Gene Autry                      |
| 100        | 5         | Im Tal des Regenbogens              | Rainbow Valley                                   | 15. März 1935            | 30. Juli 1982                         | John Wayne                      |
| 101        | 5         | Fuzzy und die Galgenvögel           | Stagecoach Outlaws                               | 17. Aug. 1945            | 17. Sep. 1982                         | Buster Crabbe                   |
| 102 u. 103 | 5         | Der Schatten                        | The Star Packer                                  | 17. Aug. 1945            | 24. September und 1. Oktober 1982     | John Wayne                      |
| 104 u. 105 | 5         | Fuzzy der Ritter vom Drahtesel      | Prairie Rustlers                                 | 7. Nov. 1945             | 8. und 15. Oktober 1982               | Buster Crabbe                   |
| 106        | 6         | Fuzzy und die Goldgeier             | Dead Man’s Gold                                  | 10. Sep. 1948            | 7. Jan. 1983                          | Lash La Rue                     |
| 107        | 6         | Fuzzy und der Kutschentrick         | Thundering Trail                                 | 2. Juli 1951             | 14. Jan. 1983                         | Lash La Rue                     |
| 108        | 6         | Fuzzy und der große Rinderklau      | Rustler’s Hideout                                | 2. Sep. 1945             | 21. Jan. 1983                         | Buster Crabbe                   |
| 109        | 6         | Das Todesurteil                     | The Singing Vagabond                             | 16. Dez. 1935            | 28. Jan. 1983                         | Gene Autry                      |
| 110        | 6         | Ein Cowboy in Afrika                | Round-Up in Texas                                | 22. Apr. 1937            | 4. Feb. 1983                          | Gene Autry                      |
| 111        | 6         | Drei Lümmel in Texas                | Prairie Moon                                     | 7. Okt. 1938             | 11. Feb. 1983                         | Gene Autry                      |
| 112        | 6         | Kaviar gegen Weideland              | The Singing Hill                                 | 26. Apr. 1941            | 18. Feb. 1983                         | Gene Autry                      |
| 113        | 6         | Rodeo                               | The Man from Utah                                | 15. Mai 1934             | 25. Feb. 1983                         | John Wayne                      |
| 114        | 6         | Das Gold der Betsy Lee-Mine         | Man from Music Mountain                          | 15. Aug. 1938            | 4. März 1983                          | Gene Autry                      |
| 115        | 6         | Bankraub in Prospect                | Ghost-Town Gold                                  | 28. Okt. 1936            | 11. März 1983                         | Robert Livingston               |
| 116        | 6         | Der Weidekrieg                      | The Man from Music Mountain (Texas Legionnaires) | 30. Okt. 1943            | 18. März 1983                         | Roy Rogers                      |
| 117        | 6         | Showdown am Adlerpaß                | Blue Steel                                       | 10. Mai 1934             | 25. März 1983                         | John Wayne                      |
| 118        | 6         | Freunde                             | The Dawn River                                   | 20. Juni 1935            | 8. Apr. 1983                          | John Wayne                      |
| 119        | 6         | Der Western-Star                    | Starlet River                                    | 10. März 1933            | 15. Apr. 1983                         | Tom Keene                       |
| 120        | 6         | Abenteuer in Texas                  | Texas Terror                                     | 1. Feb. 1935             | 22. Apr. 1983                         | John Wayne                      |
| 121        | 6         | Feuerwasser und frische Blüten      | Paradise Canyon                                  | 20. Juli 1935            | 29. Apr. 1983                         | John Wayne                      |
| 122        | 6         | Land ohne Gesetz                    | Lawless Frontier                                 | 22. Nov. 1934            | 6. Mai 1983                           | John Wayne                      |
| 123        | 6         | Roy unter Verdacht                  | Silver Spurs                                     | 12. Aug. 1943            | 13. Mai 1983                          | Roy Rogers                      |
| 124        | 6         | Fuzzy und das Tal der Geister       | Ghost of Hidden Valley                           | 5. Juni 1946             | 20. Mai 1983                          | Buster Crabbe                   |
| 125        | 6         | Fuzzy und das krumme Ding           | Cheyenne Takes Over                              | 17. Dez. 1947            | 27. Mai 1983                          | Lash La Rue                     |
| 126        | 6         | Fuzzy und der Pleitegeier           | The Kid Rides Again                              | 27. Jan. 1943            | 3. Juni 1983                          | Buster Crabbe                   |
| 127        | 6         | Fuzzy und der Siedlerschreck        | Pioneer Justice                                  | 28. Juni 1947            | 11. Juni 1986                         | Lash La Rue                     |
| 128 u. 129 | 6         | Lucky Texan (in Gefahr)             | The Lucky Texan                                  | 22. Jan. 1934            | 1. Juli 1983                          | John Wayne                      |
| 130 u. 131 | 7         | Fuzzy und der Weisheitszahn         | Son of a Badman                                  | 16. Apr. 1949            | 4. und 11. Januar 1985                | Lash La Rue                     |
| 132 u. 133 | 7         | Die Wasserrechte von Lost Creek     | Riders of Destiny                                | 10. Okt. 1933            | 18. und 25. Januar 1985               | John Wayne                      |
| 134 u. 135 | 7         | Tal der Angst                       | Lawless Range                                    | 4. Nov. 1935             | 1. und 8. Februar 1985                | John Wayne                      |
| 136 u. 137 | 7         | Dynamit für Schleuse 5              | Red River Valley                                 | 2. März 1936             | 15. und 22. Februar 1985              | Gene Autry                      |
| 138 u. 139 | 7         | Land der Zukunft                    | The Lawless Nineties                             | 15. Feb. 1936            | 1. und 8. März 1985                   | John Wayne                      |
| 140 u. 141 | 7         | Wasser für Arizona                  | New Frontier                                     | 10. Aug. 1939            | 15. und 22. März 1985                 | John Wayne                      |
| 142 u. 143 | 7         | Land der Hoffnung                   | Trail Street                                     | 19. Feb. 1947            | 12. und 19. April 1985                | Randolph Scott                  |
| 144 u. 145 | 7         | Der Rodeo-Raub                      | Desert Trail                                     | 22. Apr. 1935            | 10. und 17. Mai 1985                  | John Wayne                      |
| 146 u. 147 | 7         | Land ohne Gesetz                    | Badman’s Territory                               | 1. Apr. 1946             | 24. und 31. Mai 1985                  | Randolph Scott                  |
| 148 u. 149 | 7         | Freund oder Feind                   | Arizona Legion                                   | 20. Jan. 1939            | 7. und 14. Juni 1985                  | George O’Brien                  |
| 150 u. 151 | 7         | Der Schrecken von Oklahoma          | Return of the Bad Men                            | 17. Juli 1948            | 18. und 21. Juni 1986                 | Randolph Scott                  |
| 152 u. 153 | 8         | Gier nach Gold                      | The Trail Beyond                                 | 22. Okt. 1934            | 2. Juli 1986                          | John Wayne                      |
| 154 u. 155 | 8         | Jagd auf Apachen-Jack               | Bad Lands                                        | 28. Aug. 1939            | 9. Juli 1986                          | Robert Barrat                   |
| Quelle     |           |                                     |                                                  |                          |                                       |                                 |